# Vereinigte Margarine-Werke Nürnberg

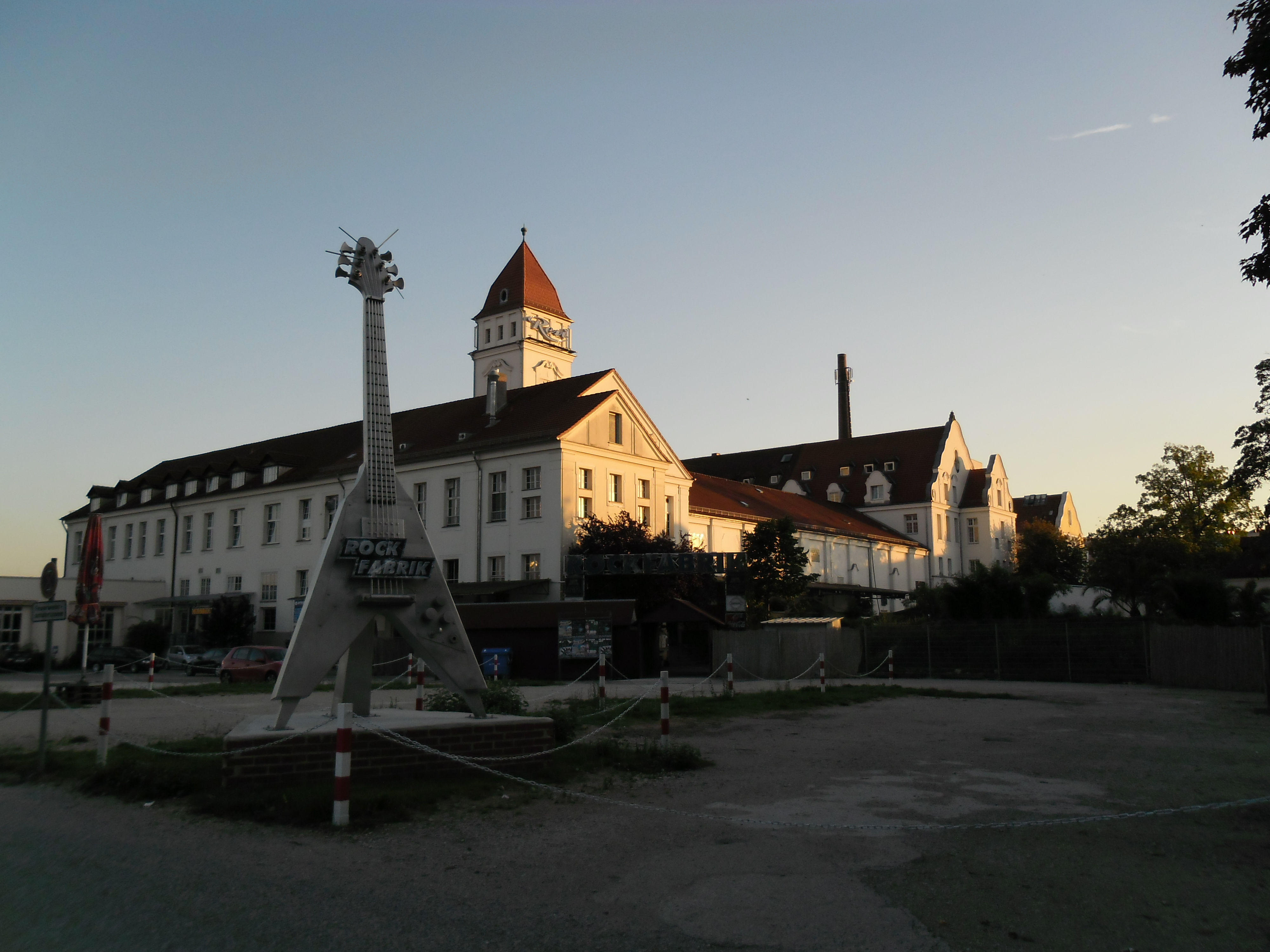
Nordnordwestfassade des Resikomplexes an der Klingenhofstraße 56 bis 60

Die Vereinigten Margarine-Werke Nürnberg wurden durch den Namen ihrer Margarine Resi und ihre Hausbücherei der „frischen Resi“ bekannt.

## Baukunst
Das Bayerische Landesamt für Denkmalpflege verzeichnet das Gebäudeensemble Klingenhofstraße 52 mit 50 b, c, 56, 58, 60 in Nürnberg der ehemaligen Vereinigten Margarinewerke Nürnberg als neobarocken Gebäudekomplex mit Betriebsgebäude (Vierflügelanlage mit Turm), Bürogebäude und Maschinenhaus. Die Gebäude der Vereinigten Margarine-Werke wurden 1912 im Nordosten Nürnbergs von Georg Richter mit barockisierenden Formen erbaut, zum Beispiel mit den Volutengiebeln und unregelmäßig geformten Fenstern in den Giebelfeldern. Das Gebäude-Ensemble ist ähnlich einem Barockschloss erbaut und mit seinem charakteristischen Turm zu einem Wahrzeichen des Stadtteils „Herrnhütte“ geworden.

## Zur Geschichte
Die Vereinigten Margarine-Werke Nürnberg, vormals Heinrich Lang & Söhne, vormals Salb & Wohl, Klingenhofstr. 52, am Nürnberger Nordostbahnhof, hatten ursprünglich jüdische Eigentümer (Lang, Wohl).
Die beiden Margarinehersteller Salb & Wohl (gegr. 1871) und Heinrich Lang & Söhne (gegr. 1913) hatten fusioniert, so dass der Name „Vereinigte Margarinewerke Nürnberg“ entstand. Im Zuge der Arisierung überließen die beiden jüdischen Teilhaber 1939 auf staatlichen Druck ihre Drittel-Anteile an den Vereinigten Margarine-Werken den nichtjüdischen Gesellschaftern, den Nürnberger Nährmittelwerken und der Theodor Wolf GmbH.
1972 wurde die Produktion eingestellt. 1974 übernahm der Margarinehersteller Homann und Loh, Hannover, die Vereinigten Margarinewerke.
Die Resi-Fabrikgebäude stehen noch und sind in Nürnberg noch als Resi-Gelände bekannt, auch wenn dort heute keine Margarine mehr hergestellt wird. Der Industriekomplex wird seit 1988 von Diskotheken und Lokalen genutzt. Im Hauptgebäude waren ab 1988 der Resi-Park, ab 1996 die Rockfabrik und seit 2016 die Resi ansässig. In den rückwärtigen Bürogebäuden befinden sich mehrere mittelständische Handwerks- und Dienstleistungsbetriebe, das Seminarzentrum nebst Niederlassung der Grundig Akademie und die WiSo-Führungskräfte-Akademie.

## Schriftenreihe (Auswahl)
- Hausbücherei der „frischen Resi“. Nürnberg: Salb & Wohl
- Hausbücherei der „frischen Resi“. Nürnberg: Heinrich Lang & Söhne
- Hausbücherei der „frischen Resi“. Nürnberg: Vereinigte Margarine-Werke

Die Hefte der Hausbücherei der „frischen Resi“ waren eine populäre Werbebeigabe für Resi-Schmelz. Zielgruppe waren vor allem junge Menschen. Für die Hefte wählte man möglichst bekannte Autoren aus. Diese wurden in der Regel eingangs kurz vorgestellt, dann kam die Erzählung. Am Ende des Heftes gab es jeweils ein Koch- oder Backrezept. Die Rückseite diente der Resi-Schmelz-Werbung in Farbe.
- Ottilie Wildermuth: Krieg und Frieden. Nürnberg: Verlag der Vereinigten Margarine-Werke vorm. Hch. Lang & Söhne, vorm. Salb & Wohl, um 1900 (Hausbücherei der frischen Resi)
- Sophie Wörrishöfer: Gefährliche Begegnung mit Wilden in Westafrika. Nürnberg: Verlag der Vereinigten Margarine-Werke vorm. Heinrich Lang & Söhne, vorm. Salb & Wohl, um 1900 (Hausbücherei der frischen Resi)
- Franz Pocci: Der schwarze Mann. Bunte Reime für junge Resi-Freunde. [1927], 16 S. (Hausbücherei der frischen Resi. Sonderausgabe für die Kinderwelt)
- Hans Christian Andersen: Naomi und Christian. Nürnberg: Vereinigte Margarine-Werke, ca. 1920, 32 Seiten
- Hans Christian Andersen: Die alte Straßenlaterne, Die Schuhe und der Rosenstock, Däumlinchen. Nürnberg: Vereinigte Margarine-Werke, vorm. Lang u. Söhne, vorm. Salb u. Wohl, [um 1928], 28 S. (Hausbücherei der „frischen Resi“)
- Otto Beneke: Eine Liebesgeschichte. Nürnberg: Vereinigte Margarine-Werke ca. 1920, 32 Seiten, Hausbücherei der frischen Resi
- Joachim Nettelbeck: Negerhandel. Nürnberg: Verlag der Vereinigten Margarine-Werke vorm. Heinrich Lang & Söhne, vorm. Salb & Wohl, ca. 1900
- Joachim Nettelbeck: Von der Negerküste nach Südamerika. Nürnberg: Verlag der Vereinigten Margarine-Werke, vorm. Heinrich Lang & Söhne, vorm. Salb & Wohl, um 1900, 31 Seiten (Hausbücherei der frischen Resi)
- Joachim Nettelbeck: Vor der Belagerung von Kolberg. Nürnberg: Vereinigte Margarine-Werke, ca. 1920, 32 Seiten, Hausbücherei der frischen Resi
- Joachim Nettelbeck: Der Kristallsucher und andere Geschichten. Nürnberg: Vereinigte Margarine-Werke, ca. 1920, 32 Seiten, Hausbücherei der frischen Resi
- Jeremias Gotthelf: „Die Erbbase“, Nürnberg: Vereinigte Margarinewerke, 32 Seiten, ohne Jahresangabe (Hausbücherei der Frischen Resi)
- Theodor Dielitz: Abenteuer in Abessinien. Nürnberg: Vereinigte Margarine-Werke vorm. H. Lang & Söhne, vorm. Salb & Wohl, [um 1928], 31 S. (Hausbücherei der „frischen Resi“)
- Gottfried August Bürger: Vier Balladen und anderes. Nürnberg: Vereinigte Margarine-Werke, [um 1928], 31 S. (Hausbücherei der „frischen Resi“)
- Johann Peter Hebel: Der Star von Segringen und anderen Geschichten. Nürnberg: Vereinigte Margarine-Werke, [um 1928], 29 S., (Hausbücherei des „frischen Resi“)
- Johann Karl August Musäus: Der Schatzgräber. Die Nixe des Brunnens. [Märchen]. Nürnberg: Vereinigte Margarine-Werke, [um 1928], 31 S. (Hausbücherei der „frischen Resi“)
- Johann Karl August Musäus: Legenden von Rübezahl. Nürnberg: Vereinigte Margarine-Werke, [um 1928], 28 S. (Hausbücherei der „frischen Resi“)
- Edgar Allan Poe: Der Goldkäfer. Nürnberg: Vereinigte Margarine-Werke, [um 1928], 28 S. (Hausbücherei der „frischen Resi“)
- Wilhelm Hauff: Said's Schicksale. Nürnberg: Vereinigte Margarine-Werke, [um 1928], 28 S. (Hausbücherei der „frischen Resi“)
- E. T. A. Hoffmann: Der Teufel in Berlin. Cardillac. Nürnberg: Vereinigte Margarine-Werke, [um 1928], 28 S. (Hausbücherei der „frischen Resi“)
- Eduard Mörike: Mozart auf der Reise nach Prag. Nürnberg: Vereinigte Margarine-Werke, [um 1928], 31 S. (Hausbücherei der frischen Resi)
- Was Lomder einer Kleinstadt alles erleben. Ein Lesebüchlein für die Jugend. Hausbücherei der Resi-Werke. Blaue Sonderreihe für die Jugend. Nürnberg: Verlag der Vereinigten Margarine-Werke vorm. Heinrich Lang & Söhne (Ohne Jahr, um 1932). Geschrieben wurde es von Mädchen einer Schwabacher Mittelklasse. Der innere Buchschmuck stammt von Konrad Volker, Nürnberg.
- Reise zur Wülzburg. Ein Lesebüchlein für die Jugend. Geschrieben wurde es von Buben und Mädchen einer Volksschulklasse aus Nürnberg-Wöhrd. Nürnberg: Verlag der Vereinigten Margarine-Werke, [um 1933], 32 S. (Hausbücherei der frischen Resi)

## Sammelbilderalben des Resi-Bilderdienstes
- Adolf und Lieselotte Zänkert: Großwildjagd in aller Welt, Sammelbilderalben
  - Band I: 64 Bilder. Hrsg.: Vereinigte Margarine-Werke Nürnberg. Bilder und Umschlagzeichnung v. H. K. Kummer, 1952, 68 S.
  - Band II: 64 Bilder. Hrsg.: Vereinigte Margarine-Werke Resi, Nürnberg. Bayreuth: Mercator-Verlag, 1952, 68 S.
- Renate Riemeck: Vermächtnis der Vergangenheit. Sammelbilder-Album. (Idee und Gesamtgestaltung: Arthur Seekamp und Renate Riemeck). Nürnberg: Vereinigte Margarine-Werke
  - Band I: Das Buch der alten Völker. Mit Zeichnungen und Kartenskizzen von Klaus Gelbhaar, (um 1950), 71 S.
  - Band II: Geschichten aus dem Mittelalter, 70 S.
  - Band III: Geschichten aus der neueren Zeit, 71 S.

## Reklame-Sammelmarken (Auswahl)
Die Vereinigten Margarine-Werke Nürnberg gaben auch Reklame- oder auch Ereignismarken heraus, die seinerzeit für die Werbung benutzt wurden. Die meisten dieser Marken sind von 1900 bis 1918 erschienen und wurden damals fleißig gesammelt.
- Vereinigte Margarine-Werke: „NÜRNBERG - NORDOSTBAHNHOF“, Fabrikansicht, Nürnberg: Wolfrum & Hauptmann, Größe: 5 × 6 cm
- Vereinigte Margarine-Werke Nürnberg: „LOEWE“, Süssrahm-Schmelz-Margarine, Größe: 6 × 4 cm
- Vereinigte Margarine-Werke Nürnberg: „NÜRNBERGER STOLZ“, Delikatess-Tafel-Margarine, Größe: 6 × 4 cm
- Vereinigte Margarine-Werke Nürnberg: „SCHWERT“, Tafel-Margarine, Größe: 6 × 4 cm
- Vereinigte Margarine-Werke Nürnberg: „SENNEREI“, Tafel-Margarine, Größe: 6 × 4 cm

## Werbung mit Modelleisenbahnwagen
Die Trix-Modelleisenbahn GmbH & Co. KG, Nürnberg, stellte einen gedeckten Güterwagen, Kunststoffgehäuse weiß, mit der Beschriftung „Vereinigte Margarine-Werke Nürnberg“ her. Die Reihe der Trix-Museumswagen mit Motiven erfolgreicher Nürnberger Unternehmen wie Lyra-Bleistiftfabrik, Herkules, Triumph-Werke, Schöller-Eiskrem spiegelt ein Stück Wirtschaftsgeschichte wider. Trix ist seit 1997 eine Tochtergesellschaft der Märklin Holding.

## Eingang in die Umgangssprache
In die Nürnberger Umgangssprache ist der Ausdruck eingegangen: „Der is beinander wi a Bäggla Resi ohne Babier“ (Der ist in einer Verfassung wie ein Päckchen Resi ohne Papier).